# قلعه بهاءآباد
قلعه بهاء آباد مربوط به دوره صفوی است و در شهرستان زرند، روستای بهاءآباد واقع شده و این اثر در تاریخ ۵ تیر ۱۳۸۴ با شمارهٔ ثبت ۱۱۹۷۶ به‌عنوان یکی از آثار ملی ایران به ثبت رسیده است.